# Bandara curvata
Bandara curvata är en insektsart som beskrevs av Knull 1946. Bandara curvata ingår i släktet Bandara och familjen dvärgstritar. Inga underarter finns listade i Catalogue of Life.